# 2874 Jim Young
2874 Jim Young је астероид главног астероидног појаса чија средња удаљеност од Сунца износи 2,244 астрономских јединица (АЈ).
Апсолутна магнитуда астероида је 13,2.